# Оцано Монферато
Оцано Монферато (итал. Ozzano Monferrato) је насеље у Италији у округу Алесандрија, региону Пијемонт.
Према процени из 2011. у насељу је живело 1129 становника. Насеље се налази на надморској висини од 198 м.

## Становништво
| 1931. | 1936. | 1951. | 1961. | 1971. | 1981. | 1991. | 2001. | 2011. |
| ----- | ----- | ----- | ----- | ----- | ----- | ----- | ----- | ----- |
| 2.918 | 2.705 | 2.579 | 2.179 | 1.867 | 1.643 | 1.591 | 1.567 | 1.506 |